# Deusto
 (mai 2021).
Si vous disposez d'ouvrages ou d'articles de référence ou si vous connaissez des sites web de qualité traitant du thème abordé ici, merci de compléter l'article en donnant les références utiles à sa vérifiabilité et en les liant à la section « Notes et références ».
Deusto (en basque Deustu) est le 1er district de la ville de Bilbao, dans la Communauté autonome du Pays Basque. Situé sur la rive droite de l'estuaire de Bilbao, Deusto a une population totale de plus de 52 000 habitants. Commune indépendante jusqu'en 1925 avant son rattachement à Bilbao. Le centre traditionnel a toujours été à l'église de Saint-Pierre. Le quartier est lié au centre-ville de Bilbao par un pont à bascule, le pont de Deusto.

## Quartiers de Deusto
Deusto comprend officiellement quatre quartiers : Arangoiti, Deustu Doneperiaga-Deustuibarra (San Pedro de Deusto-La Ribera), Ibarrekolanda, San Ignazio-Elorrieta
Le quartier de Zorrotzaurre qui fait officiellement partie du quartier de Deustu Doneperiaga-Deustuibarra peut être considéré lui-même comme un quartier d'autant plus qu'il est devenu une île artificielle après l'excavation du canal de Deusto.